# Tegelbock
Tegelbock (Anastrangalia sanguinolenta) är en skalbagge i  familjen långhorningar. 

## Kännetecken
Tegelbocken är mellan 9 och 13 millimeter lång. Honan har klarröda täckvingar medan hanens är gulbrunaktiga. Resten av skalbaggen är svart. Hanens antenner har tre fjärdedelar av kroppens längd, honans är lite kortare.

## Levnadssätt
Tegelbocken lever i barrskog. Larverna utvecklas i gammal död ved av tall och gran, samma stam kan användas i årtionden. Både lågor och högstubbar utnyttjas, men veden ska vara relativt torr. Larvutvecklingen tar åtminstone två år. De vuxna skalbaggarna kan ses på blommor från midsommar till slutet av juli, till exempel på mjölkört, älggräs, röllika och prästkrage. 

## Utbredning
Tegelbocken är vanlig i barrskogsområden i Sverige, dock sällsynt i Norrlands inland. Den finns i större delen av Europa, utom i vissa områden i väster, och vidare österut genom Ryssland, även i Sibirien.

## Etymologi
Det vetenskapliga namnet sanguinolenta betyder "blodfull" på latin, vilket syftar på honans röda täckvingar.